# Cervera del Maestrat
Cervera del Maestrat (en castellà i oficialment Cervera del Maestre) és un municipi del País Valencià situat a la comarca del Baix Maestrat.
Limita amb Sant Jordi, Càlig, Peníscola, Santa Magdalena de Polpís, la Salzadella, Sant Mateu, la Jana i Traiguera.

## Geografia
El municipi està envoltat d'un paisatge típic de secà, en un relleu muntanyós, amb un sòl rocós i argilenc, a una altitud de 316 msnm. Al nord es troben les muntanyes de Cervera, entre les quals destaquen els cims de Revoltons (635 m), Perdiguera (516 m) i Mola (481 m). La rambla de Cervera o riu Sec travessa el terme municipal.
El clima és de transició entre el mediterrani i el continental.
El terme municipal posseïx una vegetació de carrasques que creixen en un altiplà de sòl calcari. La superfície cultivable està destinada preferentment al secà, principalment ametlers, garroferes i oliveres, sent escassa la destinada al cultiu de regadiu, dedicada preferentment a la carxofa i a alguns cítrics i hortalisses.

## Història

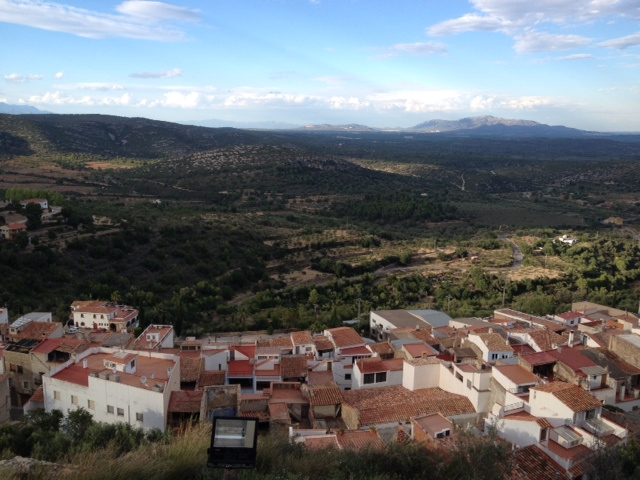
Vista de Cervera del Maestrat.

Fundada pels grecs en 331 aC, Cervera conserva una vil·la agrícola romana al Mas d'Aragó. Ja en 1157 Ramon Berenguer IV (1114-1162) va fer-ne la cessió, confirmada en 1235 per Jaume I (1208-1276), a l'orde de l'Hospital, encara que no seria conquerida fins al 1233; en novembre d'eixe any l'orde de l'Hospital pactà una carta de població amb els musulmans i atorgà a Miquel de Tivissa una altra per als cristians de tot el districte en 1237. En 1250 s'atorgà una nova carta pobla només per a la vila; en 1319 va passar a propietat de l'orde de Montesa, al qual pertanyé fins a l'extinció dels senyorius en el segle XIX i es donaren les seues rendes a la Mesa Maestral. Fon centre del terme i futura batlia de Cervera, que comprenia els pobles de Cervera, Sant Jordi, Sant Rafel del Riu, Traiguera, La Jana, Xert, Carrascar, Càlig, la Barcella, Rossell, Sant Mateu, Canet lo Roig i Mas dels Estellés.

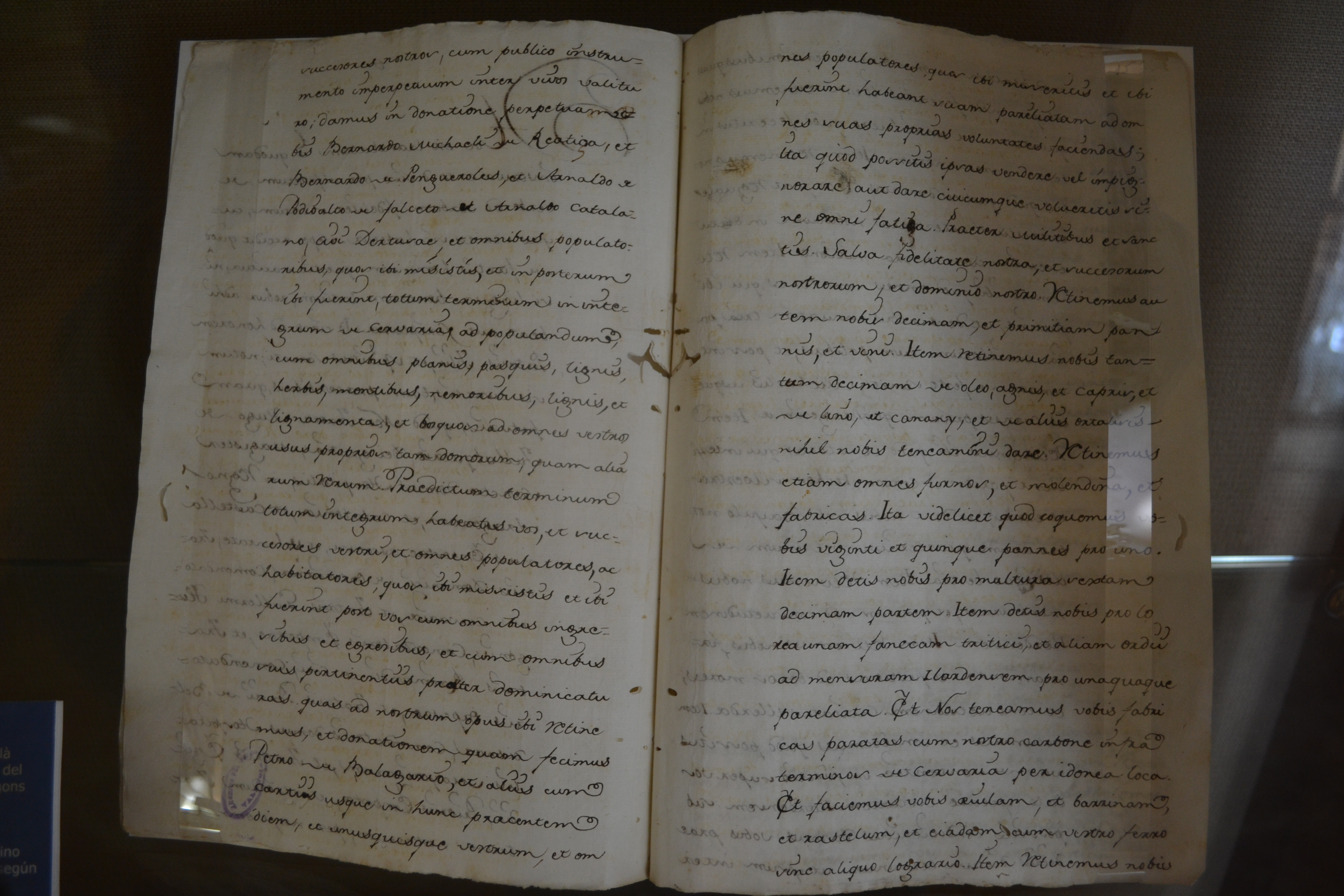
Carta de poblament de Cervera del Maestrat (1235)

Malgrat l'enorme desproporció de les hosts i mitjans de combat carlins, el 17 de març de 1874 el general Antonio Dorregaray y Dominguera sostingué, al capdavant de l'Exèrcit carlí del Centre, l'acció de Cervera del Maestrat contra el general liberal Pascual Echague

## Demografia
| Evolució demogràfica (des de 1877) Censos de població | Evolució demogràfica (des de 1877) Censos de població | Evolució demogràfica (des de 1877) Censos de població |
| ----------------------------------------------------- | ----------------------------------------------------- | ----------------------------------------------------- |
|                                                       |                                                       |                                                       |
|                                                       |                                                       |                                                       |
|                                                       | Font: Institut Nacional d'Estadística                 |                                                       |

| Població | 711 | 688 | 661 | 660 | 640 | 663 | 680 | 724 | 748 | 730 | 717 | 727 | 716 | 711 |

## Economia
La major part de la superfície conreada del terme municipal es dedica al secà: ametla, garrofa i oliva, hi ha també una mica de regadiu: carxofa i cítrics. La resta de l'economia local es basa en la ramaderia avícola i porquina i una poca indústria artesana i fustera.

## Política i govern

### Composició de la Corporació Municipal
El Ple de l'Ajuntament està format per 7 regidors. En les eleccions municipals de 26 de maig de 2019 foren elegits 5 regidors del Partit Socialista del País Valencià (PSPV-PSOE) i 2 del Partit Popular (PP).
| Eleccions municipals de 26 de maig de 2019 - Cervera del Maestrat                                                    |                                          |                                     |                                     |      |          |          |
| Candidatura | Candidatura                              | Candidatura                         | Cap de llista                       | Vots | Vots     | Regidors |
| | Partit Socialista del País Valencià-PSOE |                                     | Adolf Sanmartín Besalduch           | 321  | 69,93%   | 5 ()     |
| | Partit Popular                           |                                     | Andrés Redó Viñes                   | 137  | 29,85%   | 2 ()     |
| | Vots en blanc                            |                                     |                                     | 1    | 0,22%    |          |
| Total vots vàlids i regidors                                                                                         | Total vots vàlids i regidors             | Total vots vàlids i regidors        | Total vots vàlids i regidors        | 459  | 100 %    | 7        |
| | Vots nuls                                | Vots nuls                           | Vots nuls                           | 13   | 2,75%    |          |
| Participació (vots vàlids més nuls)                                                                                  | Participació (vots vàlids més nuls)      | Participació (vots vàlids més nuls) | Participació (vots vàlids més nuls) | 472  | 89,06%** |          |
| Abstenció | Abstenció                                | Abstenció                           | Abstenció                           | 58*  | 10,94%** |          |
| Total cens electoral                                                                                                 | Total cens electoral                     | Total cens electoral                | Total cens electoral                | 530* | 100 %**  |          |
| Alcalde: Adolf Sanmartín Besalduch (PSPV) (15/06/2019) Per majoria absoluta dels vots dels regidors (5 vots de PSPV) |                                          |                                     |                                     |      |          |          |
| Fonts: JEC, JEZ Vinaròs, Periòdic Ara. (* No són vots sinó electors. ** Percentatge respecte del cens electoral.)    |                                          |                                     |                                     |      |          |          |

### Alcaldia
Des de 2011 l'alcalde de Cervera del Maestrat és Adolf Sanmartín Besalduch, del Partit Socialista del País Valencià (PSPV-PSOE).
| Període                       | Alcalde o alcaldessa      | Partit polític | Data de possessió | Observacions |
| ----------------------------- | ------------------------- | -------------- | ----------------- | ------------ |
| 1979–1983                     | Vicente Cardona Paüls     | UCD            | 19/04/1979        | --           |
| 1983–1987                     | Joaquín Adell Besalduch   | PSPV-PSOE      | 28/05/1983        | --           |
| 1987–1991                     | José Ballester Salvador   | PP             | 30/06/1987        | --           |
| 1991–1995                     | José Ballester Salvador   | PP             | 15/06/1991        | --           |
| 1995–1999                     | José Ballester Salvador   | PP             | 17/06/1995        | --           |
| 1999–2003                     | Carolina Salvador Moliner | PP             | 03/07/1999        | --           |
| 2003–2007                     | Antonio Lluch Cardona     | PSPV-PSOE      | 14/06/2003        | --           |
| 2007–2011                     | Antonio Lluch Cardona     | PSPV-PSOE      | 16/06/2007        | --           |
| 2011–2015                     | Adolf Sanmartín Besalduch | PSPV-PSOE      | 11/06/2011        | --           |
| 2015–2019                     | Adolf Sanmartín Besalduch | PSPV-PSOE      | 13/06/2015        | --           |
| 2019-2023                     | Adolf Sanmartín Besalduch | PSPV-PSOE      | 15/06/2019        | --           |
| Des de 2023                   | Adolf Sanmartín Besalduch | PSPV-PSOE      | 17/06/2023        | --           |
| Fonts: Generalitat Valenciana |                           |                |                   |              |

## Monuments

### Monuments religiosos
- Església de l'Assumpció. Del segle xvii.

Disposa d'una nau i capelles laterals i conserva una portada de mig punt de la primitiva església del segle xv, una creu de l'últim terç del segle xvi —probablement de tallers valencians— i una creu processional de plata daurada del segon terç del segle xvii, també de la mateixa procedència.
- Ermita de Sant Sebastià.

Construït originàriament com a llotja, és un edifici singular al País Valencià. Té una planta quadrada, 3 naus de mesura desigual i arcs irregulars de mig punt i d'ogiva sobre pilars octogonals. Ha estat rehabilitada recentment.
- Torre-Campanar. Del segle xviii (1760).

Campanar barroc, hexagonal, alçat prismàtic, tipologia de tradició gòtica i a dos cossos. Realitzat pel mestre Francesc Pérez. En el primer cos hi ha una petita porta amb arc de mig punt per la qual s'accedix a l'escala amb un total de 105 esglaons que conduïxen a la part superior. En la façana es conserven les marques d'un antic rellotge de paret així com un senzill escut de la població llaurat en pedra i amb la data de construcció, 1760.

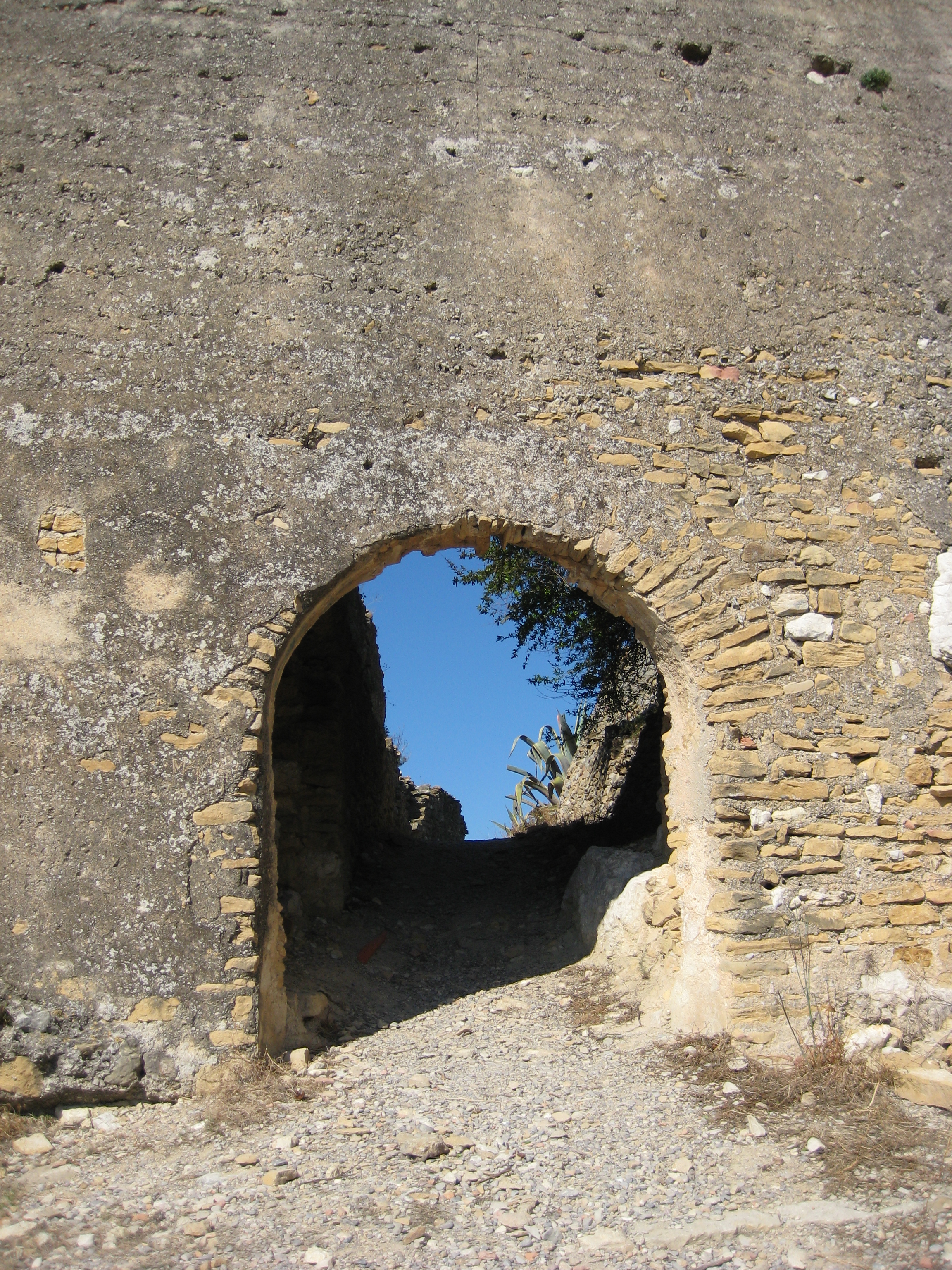
Portada d'accés al Castell

### Monuments civils
- Sénia o nòria de les Sénies.

Sénia de ferro instal·lada sobre una enorme plataforma circular formada per un sòlid mur de pedra. A la part central hi ha el corresponent pou, i en la superior, la plataforma sobre la qual feia voltes la cavalleria. El sequiol pel qual discorria l'aigua per a salvar el desnivell existent s'eleva i s'assenta sobre un conjunt de 21 arcs de mig punt (18 en bon estat de conservació i 3 destruïts).
- Molí de l'Oli. Del segle xv.

Antic molí d'oli que es conserva perfectament i que actualment alberga un complet Museu de l'Oli.
- Castell del Maestre de Montesa. Del segle xi.

Destruït per Felip V durant la Guerra de Successió, va ser construït sobre els fonaments d'un castre iber, al cim de la muntanya que domina la població. Va ser un dels més importants de la regió i va constituir el centre de la futura Batlia de Cervera, que agrupava els territoris de les poblacions pròximes. Actualment es troba en ruïnes, si bé encara s'hi observen nombroses restes de muralles i torres, entre les quals destaca la de l'homenatge. Era de planta irregular dispersa i ocupava tot el cim de la muntanya sobre la qual s'assentava. Els habitants de Cervera conten la vella llegenda que en el castell s'amaga un tresor que mai ningú va arribar a trobar.

## Llocs d'interés
- Barranc de la Llaude. Barranc per la llera del qual a l'hivern sempre baixa un fil d'aigua. Conserva una de les sénies més antigues de la població.
- El Morral de l'Àngel. Imponent precipici d'uns cent metres de longitud que trobem a la Rambla de Cervera i sobre el qual s'assenta una antiga i senzilla torrassa de vigilància de reduïdes dimensions. El seu origen geològic és el del desgast de la roca calcària provocat per l'erosió fluvial de la rambla de Cervera al seu pas en zig-zag pels peus de la població.
- Fonts: de la Cerverola, de la Roca, de Sant Vicent i del Camí de la Sénia.

## Cultura
- Museu del Molí de l'Oli.

Molí d'Oli de finals del segle xvi. Casalot de 3 plantes, cúbic, té gran interés la maquinària antiga del molí, el "giny". En el museu poden observar-se totes les fases del procés de producció de l'oli.

## Fills il·lustres
- Santiago Ferrer (1762-1824), compositor musical.

## Festes i celebracions
- Festes patronals. Se celebren l'últim cap de setmana de juliol i la primera setmana d'agost. Inclouen bous, ball i altres actes culturals i religiosos.

- Jornades Medievals. Se celebren el primer cap de setmana de juliol i estan organitzades per l'Associació Medieval de la localitat. Durant tres dies Cervera s'adorna amb motius i estendards medievals, se celebren cercaviles i actuacions pròpies de l'època. Hi destaquen el mercat medieval, la representació teatral de les capitulacions medievals i el Sopar Real.

- Romiatge a la Font de la Salut. L'últim diumenge de maig els veïns es desplacen al Real Santuari de la Mare de Déu de la Font de la Salut, en el terme de Traiguera. Se celebra la missa en el santuari, un concert de la Unió Musical Santa Cecília, un dinar de germanor i una revetla popular.

- Sant Sebastià. El 20 de gener.

- Verge de la Costa. Se celebra el cap de setmana posterior al 8 de setembre. Amb bous, dissabte a la nit revetla i diumenge Missa Major. En els últims anys s'ha celebrat el concurs de fotografia Tomás Monzó sobre les últimes Festes Majors.

- Nadal. S'escenifica un Betlem vivent pels xiquets del poble, es canten nadales, la Banda de Música fa un concert i se celebra la tradicional Fira de Nadal, dedicada a la venda de productes nadalencs.